# Многообразие Шимуры
Многообразие Шимуры (иногда многообразие Симуры) — аналог модулярной кривой в более высоких размерностях, который возникает как фактор эрмитова симметрического пространства по конгруэнтной подгруппе редуктивной алгебраической группе, определённой над Q. Термин «многообразие Шимуры» относится к высоким размерностям, в случае одномерных многообразий говорят о кривых Шимуры. Модулярные поверхности Гильберта и модулярные многообразия Зигеля находятся среди лучших известных классов многообразий Шимуры.
Специальные случаи многообразий Шимуры ввёл Горо Шимура в ходе обобщения теории комплексного умножения (модулярных кривых). Шимура показал, что первоначально определённые аналитически, объекты являются арифметическими в том смысле, что они удовлетворяют моделям, определенным над числовым полем, полем отражения многообразия Шимуры. В 1970-х годах Пьер Делинь создал аксиоматическую схему для работы Шимуры. Примерно в то же время Роберт Ленглендс заметил, что многообразия Шимуры образуют естественную область примеров, для которых эквивалентность между мотивными и автоморфными L-функциями, постулированная в программе Ленглендса, может быть проверена. Автоморфные формы, реализованные в когомологии многообразия Шимуры, более поддаются изучению, чем общие автоморфные формы. В частности, существует построение, присоединяющее к ним представления Галуа.

## Определение

### Исходные данные Шимуры
Пусть S = ResC/R Gm — ограничение Вейля мультипликативной группы из комплексных чисел в вещественные числа. Оно является алгебраической группой, группа R-точек которой S(R) — C*, а группа C-точек — {\displaystyle \mathbf {C} ^{*}\times \mathbf {C} ^{*}}. Исходные данные Шимуры — это пара (G, X), состоящая из редуктивной алгебраической группы G, определённой над полем Q рациональных чисел, и G(R)-класса сопряжённости X гомоморфизмов h: {\displaystyle S\rightarrow G{\mathbf {R} }}, удовлетворяющего следующим аксиомам:
- Для любого h из X в gC могут встретиться только веса (0,0), (1,−1), (−1,1), то есть комплексифицированная алгебра Ли группы G разлагается в прямую сумму

{\displaystyle {\mathfrak {g}}\otimes \mathbb {C} ={\mathfrak {k}}\oplus {\mathfrak {p}}^{+}\oplus {\mathfrak {p}}^{-},}
где для любого z ∈ S h(z) действует тривиально на первый член суммы и посредством {\displaystyle z/{\bar {z}}} и {\displaystyle {\bar {z}}/z}) на второй и третий члены соответственно.
- Сопряжённое действие h(i) порождает картанову инволюцию[англ.] на сопряжённой группе группы GR.
- Сопряжённая группа для GR не подчиняется фактору H, определённому над Q, так что проекция h на H тривиальна.

Из этих аксиом следует, что X имеет единственную структуру комплексного многообразия (возможно, несвязную), такую, что для любого представления {\displaystyle \rho :G_{\mathbf {R} }\rightarrow GL(V)}, семейство {\displaystyle (V\rho \cdot h)} является голоморфным семейством структур Ходжа. Более того, оно образует вариацию структуры Ходжа и X является конечным объединением (непересекающихся) эрмитово-симметрических областей.

### Многообразие Шимуры
Пусть Aƒ — кольцо аделей группы Q. Для любой достаточно малой компактной открытой подгруппы K группы G(Aƒ) двойной смежный класс
{\displaystyle Sh_{K}(G,X)=G(\mathbb {Q} )\backslash X\times G(\mathbb {A} _{f})/K}
является конечным объединением локально симметрических многообразий формы {\displaystyle \Gamma \smallsetminus X^{+}}, где верхний индекс плюс обозначает связную компоненту. Многообразия {\displaystyle Sh_{K}(G,X)} являются комплексными алгебраическими многообразиями и они образуют инверсивную систему над всеми достаточно маленькими компактными открытыми подгруппами K. Эта инверсивная система
{\displaystyle (Sh_{K}(G,X))_{K}}
подчиняется естественному правому действию {\displaystyle G(\mathbf {A} _{f})}. Она также называется многообразием Шимуры, ассоциированным с исходными данными Шимуры (G, X) и обозначается Sh(G, X).

## История
Для специальных типов эрмитово-симметрических областей и конгруэнтных подгрупп Γ алгебраическое многообразие вида {\displaystyle \Gamma \smallsetminus X=Sh_{K}(G,X)} и его компактификация были введены в серии статей Горо Шимуры в течение 1960-х годов. Подход Шимуры, позднее представленный в его монографиях, был в большой степени феноменологическим и преследовал цель широкого обобщения формулировки закона взаимности теории комплексного умножения (модулярных кривых). Ретроспективно, название «многообразие Шимуры» ввёл Делинь, который пробовал изолировать абстрактные свойства, играющие роль в теории Шимуры. В формулировке Делиня многообразия Шимуры — это область параметров структур Ходжа некоторого типа. Тогда они образуют естественное обобщение модулярных кривых более высокой размерности, которые рассматриваются как пространства модулей эллиптических кривых с уровневой структурой.

## Примеры
Пусть F — полностью вещественное числовое поле и D — кватернионная алгебра с делением над F. Мультипликативная группа D× порождает каноническое многообразие Шимуры. Его размерность d является числом бесконечных мест, на которые D расщепляется. В частности, если d = 1 (например, если F = Q и {\displaystyle D\otimes \mathbf {R} \cong \mathrm {M} _{2}(\mathbf {R} )}), фиксируя достаточно малую арифметическую подгруппу группы D×, получаем кривую Шимуры и кривые, возникающие из этого построения, уже компактны (то есть проективные).
Некоторые примеры кривых с известными уравнениями, заданные поверхностями Гурвица низкого рода:
- Квартика Клейна[англ.] (род 3)
- Поверхность Макбита (род 7)
- Первая тройка Гурвица[англ.] (род 14)

и кривой Ферма степени 7.
Другие примеры многообразий Шимуры включают модулярные поверхности Пикара и многообразия Гильберта — Блюменталя.

## Канонические модели и специальные точки
Любое многообразие Шимуры можно определить над каноническим числовым полем E называется полем отражений. Этот важный результат, принадлежащий Шимуре, показывает, что многообразия Шимуры, которые априори являются лишь комплексными многообразиями, имеют алгебраическое поле определения и, поэтому, имеют арифметическое значение. Это образует стартовую точку в формулировке закона взаимности, в котором важную роль играют некоторые арифметически определённые специальные точки.
Качественная природа замыкания Зарисского множеств точек на многообразии Шимуры описывается гипотезой Андре — Оорта. Условные результаты могут быть получены из этой гипотезы, исходя из обобщённой гипотезы Римана.

## Роль в программе Ленглендса
Многообразия Шимуры играют выдающуюся роль в программе Ленглендса. Из отношения конгруэнтности Эйхлера — Шимуры следует, что дзета-функция Хассе — Вейля модулярной кривой является произведением L-функций, ассоциированных с явно определёнными модулярными формами веса 2. На самом деле, Горо Шимура ввёл свои многообразия и доказал свой закон взаимности в процессе обобщения этой теоремы. Дзета-функции многообразий Шимуры, ассоциированных с группой GL2 над другими числовыми полями и их внутренние формы (то есть мудьтипликативные группы алгебр кватернионов) изучали Эйхлер, Шимура, Куга, Сато и Ихара. На основе их результатов Роберт Ленглендс высказал прогноз, что дзета-функция Вейля любого алгебраического многообразия W, определённого над числовым полем должна быть произведением положительных и отрицательных степеней автоморфных L-функций, то есть должна возникать из набора автоморфных представлений. Однако утверждения такого типа могут быть доказаны, если W является многообразием Шимуры. По словам Ленглендса:
Утверждение, что все L-функции, ассоциированные с многообразиями Шимуры, а тогда и с любым мотивом, определённым многообразием Шимуры, можно выразить в терминах автоморфных L-функций [его статьи 1970-го года], слабее, даже очень слабее, утверждения, что все мотивные L-функции равны таким L-функциям. Тем не менее, хотя ожидается, что более строгое утверждение верно, не существует, насколько я знаю, веских причин ожидать, что все мотивные L-функции будут прикреплены к многообразиям Шимуры.